# Corinne Chevallier
Corinne Chevallier (sinh ngày 25 tháng 6 năm 1935) là một nhà sử học và tiểu thuyết gia người Algeria gốc pied noir. Cha bà, Jacques Chevallier, là thị trưởng của Algiers.

## Đời sống
Bà sinh ra ở Algiers năm 1935, nơi cô đã sống từ đó đến nay.
Bà là một trong số ít những kẻ lừa đảo đã mang quốc tịch Algeria và vẫn ở trong bang mới.

## Công trình
Các tác phẩm của bà bao gồm tiểu thuyết La Petite Fille du Tassili (Algiers: Éditions Casbah, 2001) và La Nuit du corsaire (Algiers: Éditions Casbah, 2005)